# Pardis C. Sabeti
Pardis Christine Sabeti (persa: پردیس ثابتی) (Teheran, 25 de desembre de 1975) és una biòloga computacional iranianoestatunidenca, genetista mèdica i genetista evolutiva. Va desenvolupar un mètode estadístic bioinformàtic que identifica seccions del genoma que han estat objecte de selecció natural i un algorisme que explica els efectes de la genètica sobre l'evolució de la malaltia.
El 2014, Sabeti va formar part d'un equip dirigit pel genetista camerunès Christian Happi que va utilitzar una tecnologia avançada de seqüenciació genòmica per identificar un sol punt d'infecció des d'un dipòsit d'animal fins a un ésser humà al brot d'Ebola a l'Àfrica occidental. Els canvis en l'ARN suggereixen que la primera infecció humana va ser seguida per transmissions exclusives d'humans a humans. El treball la va portar a ser nomenada una de les persones de l'any segons la revista Time el 2014 (combatents contra l'Ebola) i una de les persones de la llista Time 100 el 2015.
Sabeti és professora titular del Centre de Biologia de Sistemes i del Departament de Biologia Organística i Evolutiva de la Universitat Harvard, professora del Centre per a la Dinàmica de les Malalties Transmissibles del Harvard T.H. Chan School of Public Health, membre de l'Institut Broad i investigadora de l'Institut Mèdic Howard Hughes. És la directora de Sabeti Lab.
A banda, Sabeti és cantant i compositora de la banda de rock Thousand Days i també és la presentadora de la sèrie educativa Against All Odds: Inside Statistics, promoguda per Annenberg Learner. El seu programa s'inclou a molts currículums d'estadística d'instituts, com ara el Thomas Jefferson High School for Science and Technology.

## Biografia
Sabeti va néixer el 1975 a Teheran (Iran), de Nasrin i Parviz Sabeti. El seu pare provenia d'una família de la fe bahà'í, però mai no s'hi va unir oficialment com a membre. També va ser director de Savak, l'agència d'intel·ligència de l'Iran, i un alt funcionari de seguretat del règim del Xa. Pardis tenia una germana, Parisa, que tenia dos anys més que ella. En créixer, Parisa va ensenyar a Pardis les matèries que havia après l'any anterior a l'escola, cosa que va dur a Pardis a estar «gairebé dos anys per davant dels seus companys de classe» quan va començar el curs escolar.
La seva família va fugir de l'Iran l'octubre de 1978, poc abans de la revolució iraniana, quan Sabeti tenia dos anys i va trobar un refugi a Florida. En créixer a Orlando, Sabeti volia ser propietària d'una botiga de flors, novel·lista o metge. Tanmateix, era una apassionada de les matemàtiques. Al llarg de la seva infància i fins a la universitat, Sabeti va competir al tennis. Va estudiar a la Trinity Preparatory School de Winter Park. A l'institut, va ser becària del mèrit i va participar en el USA Today’s All-USA High School Academic Team.
Sabeti va continuar estudiant biologia al Massachusetts Institute of Technology (MIT), on va ser membre de l'equip de tennis universitari i presidenta de la classe. Es va graduar el 1997 amb una llicenciatura en biologia i una «mitjana perfecta de 5,0». Al MIT, va començar la seva carrera investigadora al laboratori de David Bartel, va treballar al laboratori d'Eric Lander, va crear el Freshman Leadership Program i va treballar com a assistent docent. Llavors va rebre una beca Rhodes a la Universitat d'Oxford, va acabar el seu doctorat en genètica evolutiva el 2002, i es va doctorar summa cum laude en medicina a la Harvard Medical School el 2006, tot essent la tercera dona que va rebre aquest honor en el centre. Les beques Paul & Daisy Soros van donar suport als seus estudis universitaris. Inicialment, Sabeti planejava entrar a medicina i convertir-se en metgessa; no obstant això, va decidir continuar investigant després de graduar-se i descobrir que preferia la recerca.

## Recerca
Sabeti participa anualment en la Distinguished Lecture Series del Research Science Institute del MIT per a estudiants de secundària. El maig de 2015 va presentar una xerrada TED, titulada «How we'll fight the next deadly virus». El seu equip va rebre també finançament per part del TED Audacious Project per construir Sentinel, un sistema de prevenció i resposta a les pandèmies.
Com a estudiant a Oxford i com a becada per Eric Lander a l'Institut Broad, Sabeti va desenvolupar una sèrie de proves estadístiques de selecció positiva que cerquen variants genètiques comunes que es troben en haplotips inusualment llargs. Les seves proves, l'homozigositat d'haplotip ampliat (EHH), la prova d'haplotip de llarg abast (LRH) i l'homozigositat d'haplotip ampliat de població creuada (XP-EHH), estan dissenyades per detectar mutacions avantatjoses la freqüència de les quals en les poblacions humanes ha augmentat ràpidament en els darrers 10.000 anys. Com a membre del professorat de Harvard, Sabeti i el seu grup han desenvolupat una prova estadística per identificar els senyals de selecció, el compost de senyals múltiples (CMS), i una família de proves estadístiques per detectar i caracteritzar correlacions en conjunts de dades de qualsevol tipus, l'exploració no paramètica d'informació màxima (MINE).

## Premis i reconeixements
Sabeti va rebre el premi American Ingenuity Award de la revista Smithsonian el 2012 en la categoria de ciències naturals. El 2014 va rebre el premi Vilcek a la promesa creativa en ciències biomèdiques. Forma part de l'organització Joves Líders Globals i és considerada una exploradora emergent per la revista National Geographic.
A més de ser nomenada com una de les persones de l'any de la revista Time el 2014, sota la categoria de combatents contra l'Ebola; Sabeti també va figurar com una de les 100 persones més influents segons la revista Time l'any 2015. El mateix any, Sabeti va ser nominada al Premi d'Investigador de l'Institut Mèdic Howard Hughes.
També ha rebut el premi de la Burroughs Wellcome Fund a la carrera de ciències biomèdiques, una beca de la Fundació David i Lucile Packard en ciència i enginyeria, el NIH Director's New Innovator Award, i una beca de L'Oréal per a dones en la ciència.
Sabeti va figurar a la llista de les 100 Dones de la BBC, anunciades el 23 de novembre de 2020.

## Vida personal
Sabeti és cantant i compositora de la banda de rock Thousand Days. En el seu temps lliure, a Sabeti li agrada jugar a voleibol i participa en la lliga d'estiu de voleibol de Harvard. El 17 de juliol de 2015, Sabeti va patir un accident en una conferència a Montana. Era la passatgera d'un vehicle tot terreny que va caure d'un penya-segat i es va catapultar contra les roques. Sabeti es va trencar la pelvis i els genolls i va patir una lesió cerebral. Va completar la rehabilitació per tornar a la docència.

## Filmografia
- Against All Odds, presentadora (32 episodis)[40]